# فرلا
فرلا (بالإيطالية: Ferla)‏ هي بلدية في مقاطعة سرقوسة في صقلية الإيطالية.

## السكان
في سنة 1861 بلغ عدد السكان 3٬693 نسمة، وتطور العدد ليصل في سنة 2011 لـ 2٬600 نسمة.
يظهر هذا المخطط البياني تطور النمو السكاني لـ فرلا